# 門真市駅
門真市駅（かどましえき）は、大阪府門真市にある、京阪電気鉄道・大阪モノレールの駅。駅番号は京阪がKH13、大阪モノレールが24である。

## 概要
門真市の事実上の中心駅。京阪本線と大阪モノレール本線の連絡利用者のほか、西隣の西三荘駅等と同様付近にパナソニック関連施設が複数立地していることから当駅を目的地とした通勤利用者も多い。
複数路線の連絡駅ながら、駅構造の都合で京阪電車の停車種別は普通と守口市駅以東各駅停車の区間急行のみで日中の主力種別の1つである準急は通過している。このため市内にある他の京阪の駅と停車列車の上では変わらない扱いとなっている。準急通過駅では最多の乗降人員である。

## 歴史
1971年6月20日 京阪本線の門真 - 古川橋間の中央環状線との交差部に「新門真駅」として開業、開業当初より相対式ホーム2面4線で内側2線は通過線だった。門真駅の廃止と西三荘駅の開業に伴い、1975年3月「門真市駅」と改称、以後1976年9月に当駅と守口市駅間が複々線化、1980年3月には当駅から萱島駅が高架複々線化された。
1997年大阪モノレールの延伸に伴い乗換え駅として橋上駅舎化される。併せてバリアフリー対策がとられ、第6回「大阪・心ふれあうまちづくり賞」で「大阪府知事賞」を受賞した。

### 年表
- 1971年（昭和46年）6月20日：京阪本線の新門真駅として開業[1]。
- 1975年（昭和50年）3月23日：門真市駅に改称[1]。
- 1976年（昭和51年）9月12日：天満橋駅から当駅まで複々線化[4]。
- 1980年（昭和55年）3月16日：寝屋川信号所まで複々線化[5]。
- 1997年（平成9年）
  - 6月21日：橋上駅舎化、身障者対応エレベーター・車椅子対応やオムツ交換台を備えた多目的トイレなどバリアフリー対策が施される[2][6]。駅構内にベーカリーショップ「プラパオ」が開店[7]。
  - 8月22日：大阪モノレール線の延伸開業と同時に同線の駅開業[8][9]。
- 1999年（平成11年）12月10日：第6回「大阪・心ふれあうまちづくり賞」で『大阪府知事賞』を受賞[3]。
- 2004年（平成16年）4月13日：京阪の駅構内に京都銀行のATMが設置され、運用を開始する[10]。
- 2010年（平成22年）12月24日：京阪線のホームに異常通報機器を設置[11]。
- 2016年（平成28年）3月15日：京阪駅に事故情報などをリアルタイムに知らせる「旅客案内ディスプレー」を設置[12]。
- 2019年（令和元年）9月14日：大阪モノレールの駅で可動式ホーム柵の使用を開始[13]。

## 京阪電気鉄道
通過線2本を挟んだ相対式2面2線のホームを持つ地上駅で、橋上駅舎を有している。改札口は1か所あり、改札内にはコンビニエンスストア（アンスリー）がある。
この前後の区間は高架区間となっているが、当駅の付近のみ近畿自動車道および大阪中央環状線の高架（跨線橋）と交差するため、線路は地平に降りている。
開業から複々線化完成までは、上下本線のほかに上下副本線を持つ追い抜き可能駅であった。橋上駅化前の地下駅舎は、店舗に転用されている。
近畿地方交通審議会答申第8号において優等列車停車が答申されたが、未定である。

### のりば
| 番線 | 路線      | 方向 | 行先                 |
| ---- | --------- | ---- | -------------------- |
| 1    | ■京阪本線 | 上り | 三条・出町柳方面     |
| 2    | ■京阪本線 | 下り | 淀屋橋・中之島線方面 |

- 両ホームとも有効長は8両。1・2番線の間に通過線（A線）がある。通過線にホームはなく、複々線の外側2線（B線）にのみホームがある。
- 接近放送は主要駅並みに細かい内容となっており、2008年4月より番線表示が付与された。

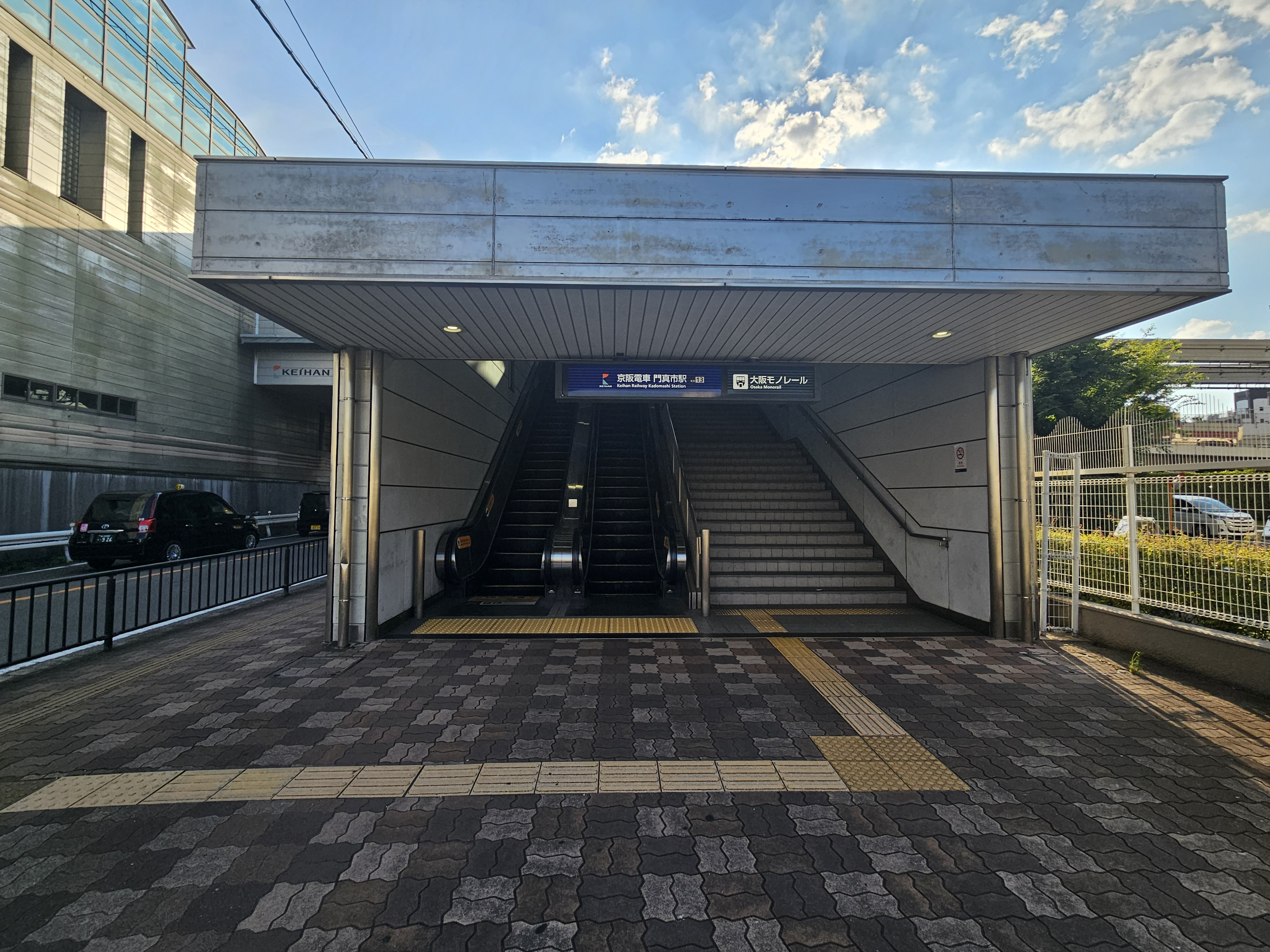
北口（門真市役所方面、2025年7月）
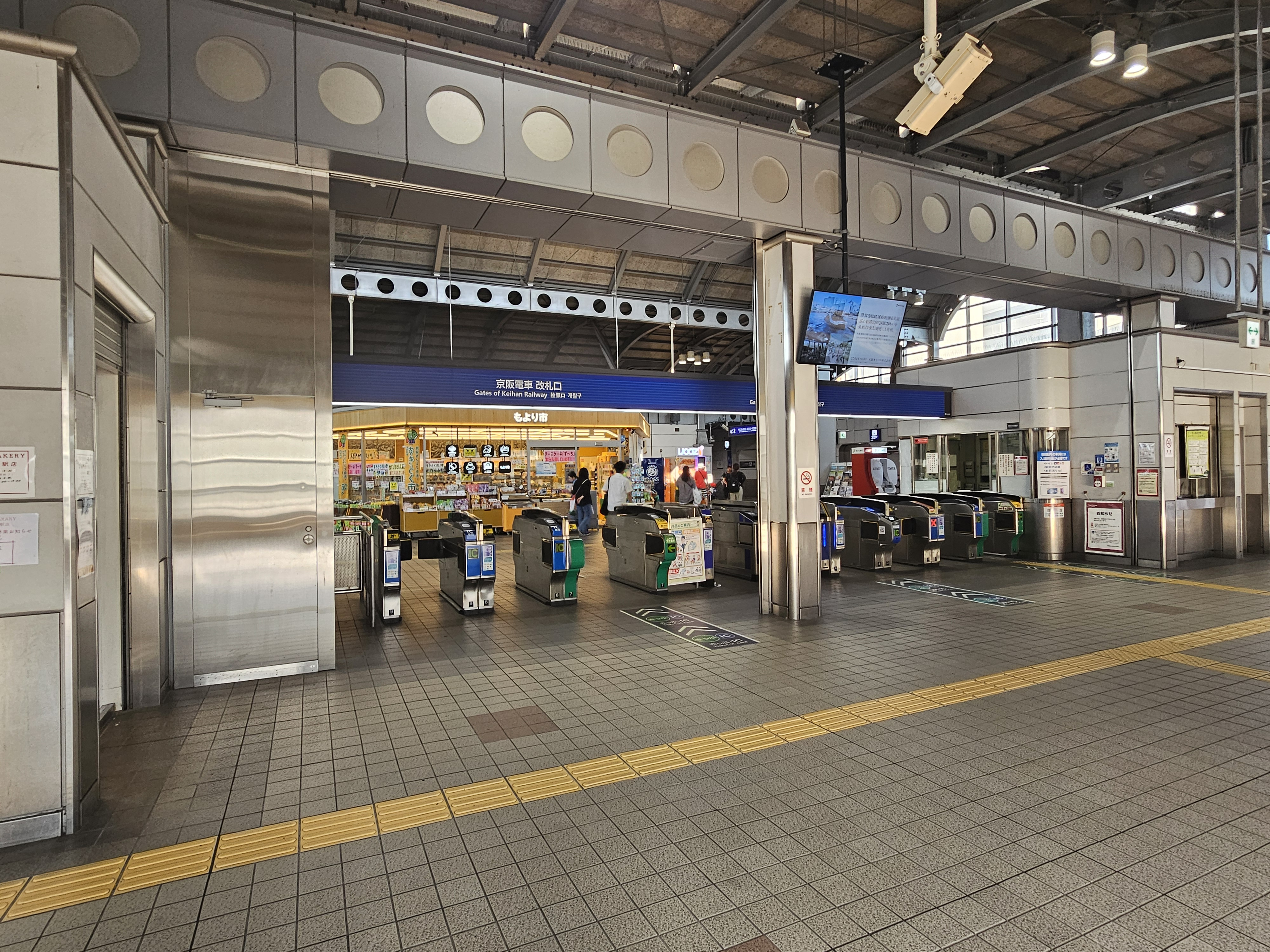
京阪電気鉄道改札口（2025年7月）
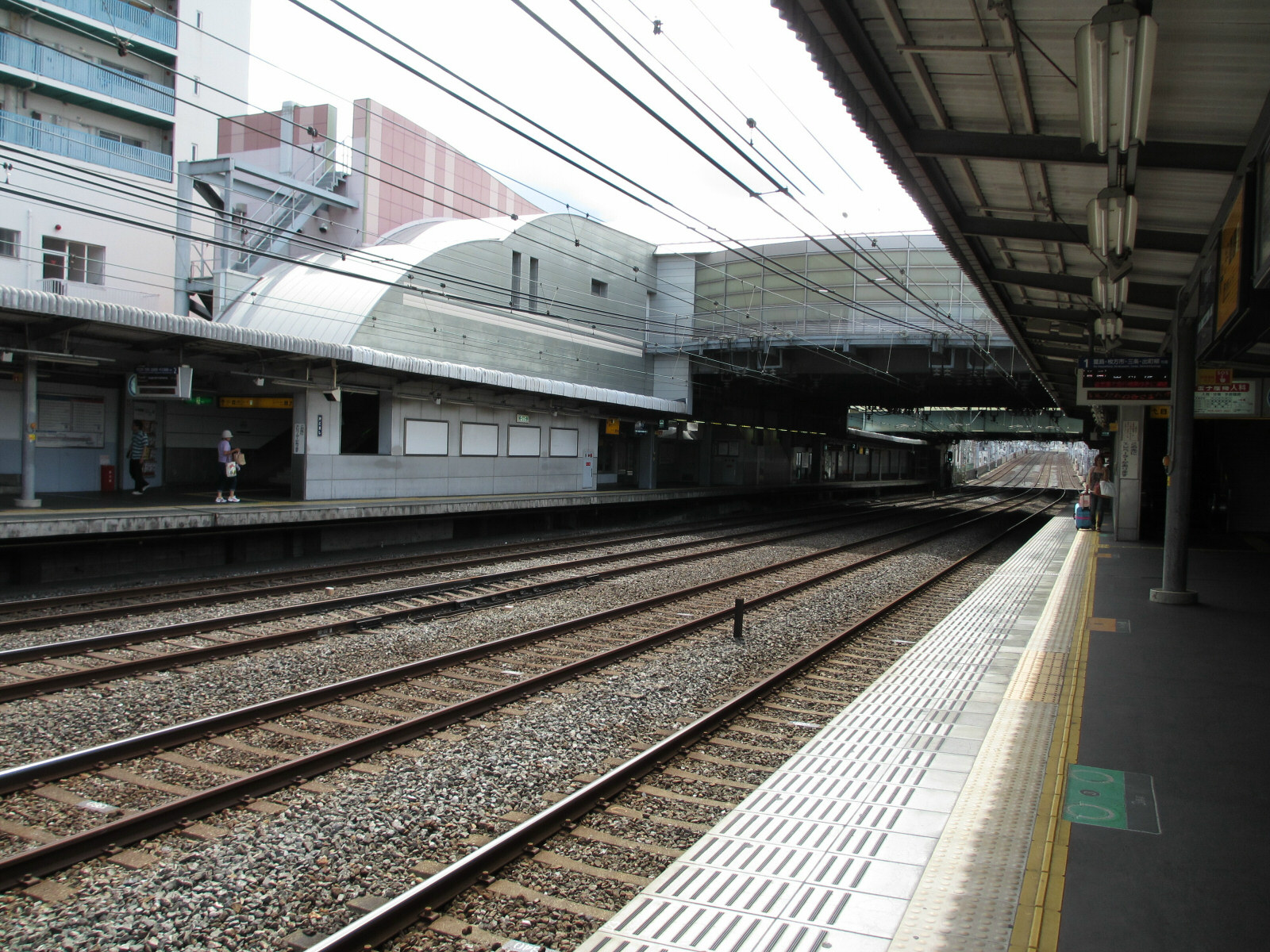
京阪門真市駅ホーム（2013年4月）

## 大阪モノレール
島式1面2線のホームを持つ高架駅。改札外正面には大阪モノレール直営のコンビニエンスストア（セブン-イレブン モノウェル門真店）がある。
鉄道むすめの登場人物である豊川まどかの名前の由来になっている。なお、2025年1月27日～2月28日まで開催された総選挙において1位となっている。

### のりば
| ホーム | 路線  | 行先           |
| ------ | ----- | -------------- |
| 1      | ■本線 | 降車専用ホーム |
| 2      | ■本線 | 大阪空港方面   |

- 列車の折返しは引上線形式となっている（彩都線の彩都西駅も同様）。到着列車は1番ホームで乗客を降ろした後、駅南側の引上線で折り返し、改めて大阪空港方面行として2番ホームに入線する。
- 現在は当駅が終点だが、2029年度開業を目標として瓜生堂駅（仮称、東大阪市）まで8.9kmの延伸が計画されており[20]、将来形を見越して引上線の両側に本線となる予定の軌道が敷設済みである。

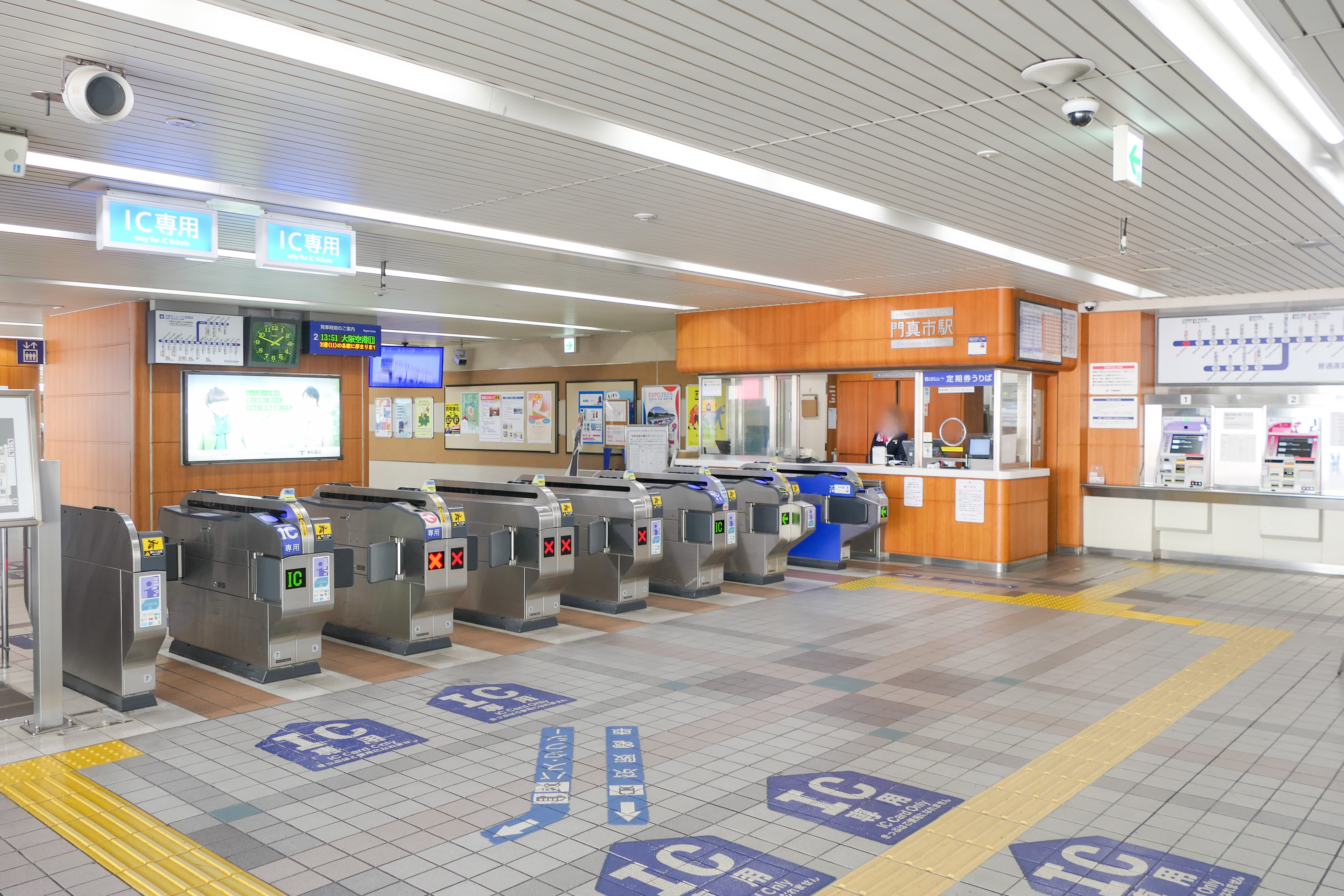
大阪モノレール改札口（2024年12月）
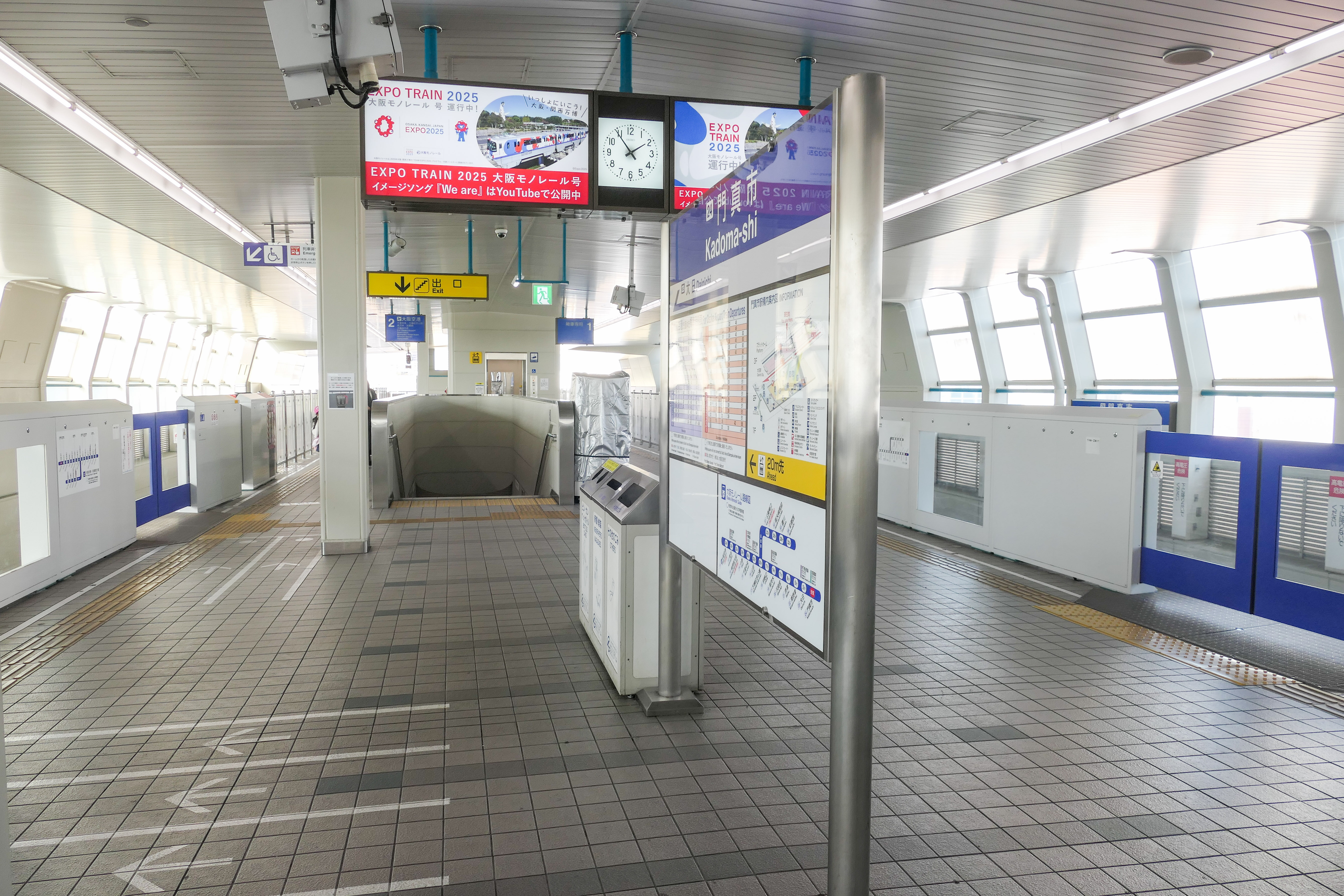
プラットホーム（2024年12月）
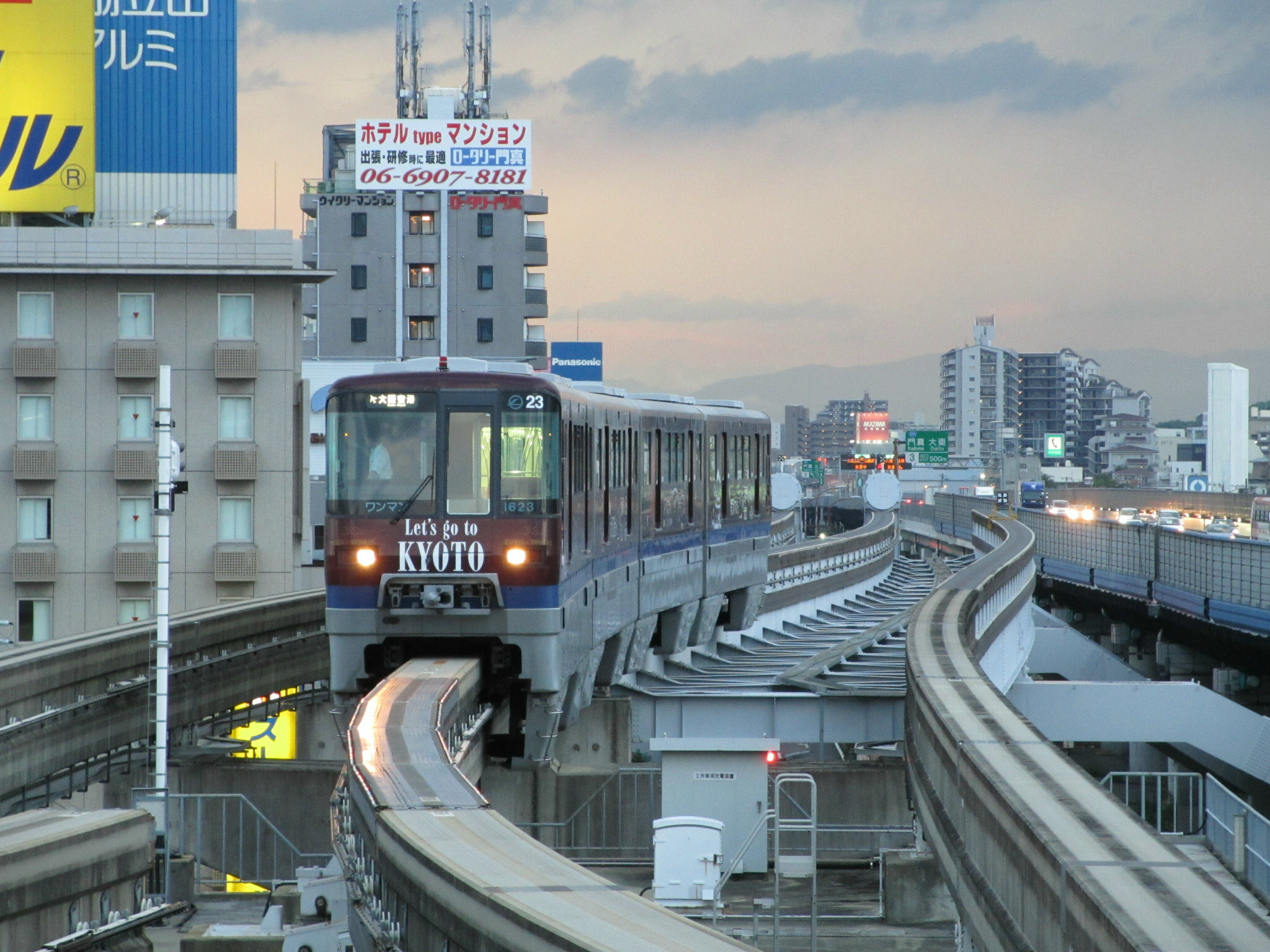
留置線で折り返す列車（2013年10月）

## 利用状況

### 京阪電気鉄道
2023年（令和5年）度のある特定日における1日乗降人員は27,505人（乗車人員：13,543人、降車人員：13,962人）である。
近年の特定日における1日乗降・乗車人員は下表の通りである。
| 年次               | 調査日   | 乗降人員 | 乗車人員 | 出典          |
| ------------------ | -------- | -------- | -------- | ------------- |
| 1990年（平成02年） | 11月06日 | 32,686   | 16,308   | [ 大阪府 1 ]  |
| 1991年（平成03年） | -        | -        | -        | [ 大阪府 2 ]  |
| 1992年（平成04年） | 11月10日 | 31,486   | 15,647   | [ 大阪府 3 ]  |
| 1993年（平成05年） | -        | -        | -        | [ 大阪府 4 ]  |
| 1994年（平成06年） | -        | -        | -        | [ 大阪府 5 ]  |
| 1995年（平成07年） | 11月21日 | 29,586   | 14,767   | [ 大阪府 6 ]  |
| 1996年（平成08年） | -        | -        | -        | [ 大阪府 7 ]  |
| 1997年（平成09年） | -        | -        | -        | [ 大阪府 8 ]  |
| 1998年（平成10年） | 11月10日 | 35,281   | 17,722   | [ 大阪府 9 ]  |
| 1999年（平成11年） | -        | -        | -        | [ 大阪府 10 ] |
| 2000年（平成12年） | 11月07日 | 35,698   | 17,750   | [ 大阪府 11 ] |
| 2001年（平成13年） | -        | -        | -        | [ 大阪府 12 ] |
| 2002年（平成14年） | 12月10日 | 34,884   | 17,287   | [ 大阪府 13 ] |
| 2003年（平成15年） | 10月28日 | 34,163   | 17,136   | [ 大阪府 14 ] |
| 2004年（平成16年） | 11月09日 | 34,370   | 16,829   | [ 大阪府 15 ] |
| 2005年（平成17年） | 11月08日 | 34,756   | 17,117   | [ 大阪府 16 ] |
| 2006年（平成18年） | 11月07日 | 35,944   | 17,850   | [ 大阪府 17 ] |
| 2007年（平成19年） | 11月13日 | 35,918   | 17,566   | [ 大阪府 18 ] |
| 2008年（平成20年） | 11月11日 | 36,123   | 17,894   | [ 大阪府 19 ] |
| 2009年（平成21年） | 11月10日 | 34,792   | 17,241   | [ 大阪府 20 ] |
| 2010年（平成22年） | 11月09日 | 34,424   | 17,275   | [ 大阪府 21 ] |
| 2011年（平成23年） | 11月01日 | 33,590   | 16,666   | [ 大阪府 22 ] |
| 2012年（平成24年） | 10月31日 | 32,068   | 15,969   | [ 大阪府 23 ] |
| 2013年（平成25年） | 11月12日 | 31,858   | 15,800   | [ 大阪府 24 ] |
| 2014年（平成26年） | 11月11日 | 31,129   | 15,375   | [ 大阪府 25 ] |
| 2015年（平成27年） | 11月10日 | 31,119   | 15,304   | [ 大阪府 26 ] |
| 2016年（平成28年） | 11月08日 | 31,601   | 15,624   | [ 大阪府 27 ] |
| 2017年（平成29年） | 11月07日 | 30,659   | 15,163   | [ 大阪府 28 ] |
| 2018年（平成30年） | 11月06日 | 29,913   | 14,766   | [ 大阪府 29 ] |
| 2019年（令和元年） | 11月12日 | 30,439   | 15,054   | [ 大阪府 30 ] |
| 2020年（令和02年） | 11月10日 | 23,714   | 11,753   | [ 大阪府 31 ] |
| 2021年（令和03年） | 11月09日 | 23,583   | 11,700   | [ 大阪府 32 ] |
| 2022年（令和04年） | 11月08日 | 24,082   | 11,905   | [ 大阪府 33 ] |
| 2023年（令和05年） | 11月07日 | 27,505   | 13,543   | [ 大阪府 34 ] |

### 大阪モノレール
2023年次の1日平均の乗降人員は20,786人である。大阪モノレールの駅では千里中央駅・南茨木駅・蛍池駅に次いで4番目に利用客が多い。
| 年度/年次          | 各年次   | 各年次   | 各年度 乗車人員 | 出典          | 出典             |
| 年度/年次          | 乗降人員 | 乗車人員 | 各年度 乗車人員 | 府            | モノレール       |
| ------------------ | -------- | -------- | --------------- | ------------- | ---------------- |
| 1997年（平成09年） | 8,412    | 4,197    | -               | [ 大阪府 8 ]  | -                |
| 1998年（平成10年） | 15,933   | 7,952    | -               | [ 大阪府 9 ]  | -                |
| 1999年（平成11年） | 17,051   | 8,503    | -               | [ 大阪府 10 ] | -                |
| 2000年（平成12年） | 17,884   | 8,959    | -               | [ 大阪府 11 ] | -                |
| 2001年（平成13年） | 18,059   | 9,048    | -               | [ 大阪府 12 ] | -                |
| 2002年（平成14年） | 18,771   | 9,418    | -               | [ 大阪府 13 ] | -                |
| 2003年（平成15年） | 19,486   | 9,704    | -               | [ 大阪府 14 ] | -                |
| 2004年（平成16年） | 20,052   | 10,028   | -               | [ 大阪府 15 ] | -                |
| 2005年（平成17年） | 20,376   | 10,176   | -               | [ 大阪府 16 ] | -                |
| 2006年（平成18年） | 21,427   | 10,603   | -               | [ 大阪府 17 ] | -                |
| 2007年（平成19年） | 21,874   | 10,770   | -               | [ 大阪府 18 ] | -                |
| 2008年（平成20年） | 22,148   | 10,903   | -               | [ 大阪府 19 ] | -                |
| 2009年（平成21年） | 21,740   | 10,743   | -               | [ 大阪府 20 ] | -                |
| 2010年（平成22年） | 21,595   | 10,656   | -               | [ 大阪府 21 ] | -                |
| 2011年（平成23年） | 21,241   | 10,491   | -               | [ 大阪府 22 ] | -                |
| 2012年（平成24年） | 21,118   | 10,398   | -               | [ 大阪府 23 ] | -                |
| 2013年（平成25年） | 20,707   | 10,237   | -               | [ 大阪府 24 ] | -                |
| 2014年（平成26年） | 20,861   | 10,322   | -               | [ 大阪府 25 ] | -                |
| 2015年（平成27年） | 21,318   | 10,547   | -               | [ 大阪府 26 ] | -                |
| 2016年（平成28年） | 22,310   | 11,104   | -               | [ 大阪府 27 ] | -                |
| 2017年（平成29年） | 22,521   | 11,243   | -               | [ 大阪府 28 ] | -                |
| 2018年（平成30年） | 22,602   | 11,337   | -               | [ 大阪府 29 ] | -                |
| 2019年（令和元年） | 23,027   | 11,610   | -               | [ 大阪府 30 ] | -                |
| 2020年（令和02年） | 18,046   | 9,256    | -               | [ 大阪府 31 ] | -                |
| 2021年（令和03年） | 17,378   | 8,844    | 8,831           | [ 大阪府 32 ] | [ モノレール 1 ] |
| 2022年（令和04年） | 18,443   | 9,322    | 9,489           | [ 大阪府 33 ] | [ モノレール 2 ] |
| 2023年（令和05年） | 20,786   | 10,429   | 10,622          | [ 大阪府 34 ] | [ モノレール 3 ] |
| 2024年（令和06年） |          |          | 10,709          |               | [ モノレール 4 ] |

## 駅周辺

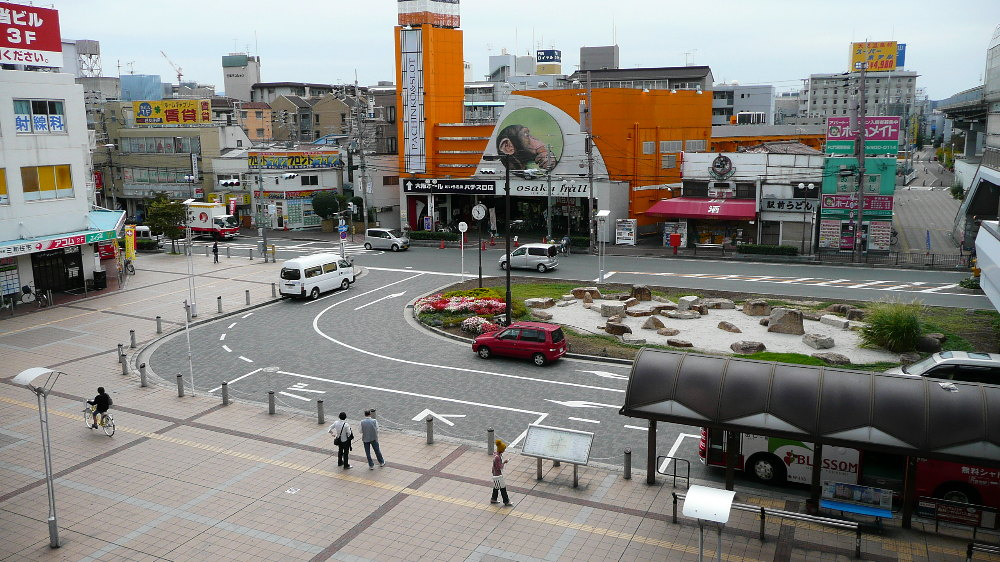
南口駅前広場（2007年10月）

### 公共施設
- 門真市役所
- 門真消防署
- 門真市立図書館
- 門真府民健康プラザ
- 門真市立公民館
- ハローワーク門真
- 大阪府門真警察署
- 門真市立門真小学校
- 摂南総合病院
- 近畿自動車道
- 大阪府道2号大阪中央環状線

### 商店街・商業施設・主要企業
- 門真銀座商店街
- 住友通り商店街
- イズミヤ門真店
- 門真新橋郵便局
- パナソニック門真地区事業場
- 三井アウトレットパーク 大阪門真・ららぽーと門真
- コストコ門真倉庫店

### 宿泊施設
- アパホテル大阪門真市駅前
- 門真パブリックホテル
- スーパーホテル門真
- ホテルリブマックス大阪門真
- 東横イン門真市駅前

## 隣の駅
京阪電気鉄道
京阪本線
■快速特急「洛楽」・□ライナー・■特急・■通勤快急・■快速急行・■急行・■通勤準急・■準急
通過
■区間急行・■普通
西三荘駅 (KH12) - 門真市駅 (KH13) - 古川橋駅 (KH14)
大阪モノレール
■本線
大日駅 (23) - 門真市駅 (24)
- 括弧内は駅番号を示す。

### 記事本文

### 利用状況
1. 1 2  大阪府統計年鑑 - 大阪府
2. ↑  門真市統計書

#### 大阪府統計年鑑
1. ↑  大阪府統計年鑑（平成3年） (PDF)
2. ↑  大阪府統計年鑑（平成4年） (PDF)
3. ↑  大阪府統計年鑑（平成5年） (PDF)
4. ↑  大阪府統計年鑑（平成6年） (PDF)
5. ↑  大阪府統計年鑑（平成7年） (PDF)
6. ↑  大阪府統計年鑑（平成8年） (PDF)
7. ↑  大阪府統計年鑑（平成9年） (PDF)
8. 1 2  大阪府統計年鑑（平成10年） (PDF)
9. 1 2  大阪府統計年鑑（平成11年） (PDF)
10. 1 2  大阪府統計年鑑（平成12年） (PDF)
11. 1 2  大阪府統計年鑑（平成13年） (PDF)
12. 1 2  大阪府統計年鑑（平成14年） (PDF)
13. 1 2  大阪府統計年鑑（平成15年） (PDF)
14. 1 2  大阪府統計年鑑（平成16年） (PDF)
15. 1 2  大阪府統計年鑑（平成17年） (PDF)
16. 1 2  大阪府統計年鑑（平成18年） (PDF)
17. 1 2  大阪府統計年鑑（平成19年） (PDF)
18. 1 2  大阪府統計年鑑（平成20年） (PDF)
19. 1 2  大阪府統計年鑑（平成21年） (PDF)
20. 1 2  大阪府統計年鑑（平成22年） (PDF)
21. 1 2  大阪府統計年鑑（平成23年） (PDF)
22. 1 2  大阪府統計年鑑（平成24年） (PDF)
23. 1 2  大阪府統計年鑑（平成25年） (PDF)
24. 1 2  大阪府統計年鑑（平成26年） (PDF)
25. 1 2  大阪府統計年鑑（平成27年） (PDF)
26. 1 2  大阪府統計年鑑（平成28年） (PDF)
27. 1 2  大阪府統計年鑑（平成29年） (PDF)
28. 1 2  大阪府統計年鑑（平成30年） (PDF)
29. 1 2  大阪府統計年鑑（令和元年） (PDF)
30. 1 2  大阪府統計年鑑（令和2年） (PDF)
31. 1 2  大阪府統計年鑑（令和3年） (PDF)
32. 1 2  大阪府統計年鑑（令和4年） (PDF)
33. 1 2  大阪府統計年鑑（令和5年） (PDF)
34. 1 2  大阪府統計年鑑（令和6年） (PDF)

#### 大阪モノレール
1. ↑  “2021年度駅別旅客数”.   大阪モノレール. 2023年6月19日時点のオリジナルよりアーカイブ。2024年5月3日閲覧。
2. ↑  2022年度駅別旅客数
3. ↑  2023年度駅別旅客数
4. ↑  2024年度駅別旅客数